# Denis Špička
Denis Špička (* 29. August 1988 in Česká Třebová, Tschechoslowakei) ist  ein ehemaliger tschechischer Bahnradsportler.

## Sportliche Laufbahn
2005 sowie 2006 wurde Denis Špička jeweils Dritter im Keirin bei Bahn-Europameisterschaften (Junioren), 2008 wurde er EM-Dritter in der Klasse U23. Im selben Jahr errang er den ersten nationalen Titel, im Teamsprint, gemeinsam mit Adam Ptáčník und Tomáš Bábek sowie Zweiter im 1000-Meter-Zeitfahren. 2011 wurde er dreifacher tschechischer Meister, im Keirin, im Sprint sowie im Teamsprint (mit Ptáčník und Filip Ditzel).
Zweimal startete Špička bei Olympischen Spielen: 2008 bestritt er Keirin (in der ersten Runde ausgeschieden) und Teamsprint (Rang elf mit Bábek und Ptáčník), 2012 in London schied er ebenfalls im Keirin in der ersten Runde aus. Anschließend beendete er seine Radsport-Laufbahn.

## Erfolge
2005
- Junioren-Europameisterschaft – Keirin

2006
- Junioren-Europameisterschaft – Keirin

2008
- U23-Europameisterschaft – Keirin
- Tschechischer Meister – Teamsprint (mit Adam Ptáčník und Tomáš Bábek)

2010
- U23-Europameisterschaft – Keirin

2011
- Tschechischer Meister – Sprint, Keirin, Teamsprint (mit Adam Ptáčník und Filip Ditzel)